# Baita Verde
La Baita Verde è un rifugio situato nel comune di Camaiore (LU) in località Campo all'Orzo, alle pendici del Monte Prana nelle Alpi Apuane, a 920 m s.l.m.
Chiusa negli anni '80, è stato riaperto nel 2010 dall'Associazione Campallorzo vita per la Baita verde, la quale ha in progetto di recuperare anche i resti dell'antica chiesa di Campo all'Orzo a fini ricettivi. 
La Festa della Patata veniva organizzata qui, prima di essere trasferita nella poco distante Baita Paoli-Barsi. 

## Accessi
- da Casoli (403 m s.l.m.): 1 ora e 30 minuti
- da Metato (450 m s.l.m.): 1 ora e 30 minuti
- da Passo del Lucese (558 m s.l.m.): 1 ora
- da Ritrogoli (792 m s.l.m.): 40 minuti
- da Rifugio Alto Matanna (1.037 m s.l.m.): 1 ora

## Ascensioni
- Monte Prana - 1.297 m s.l.m.
- Monte Piglione - 1.233 m s.l.m.
- Monte Matanna - 1.317 m s.l.m.
- Monte Nona - 1.297 m s.l.m.